# Igors Korabļovs
Igors Korabļovs (Riga, 23 de novembro de 1974) é um futebolista letão que atua como goleiro. Sua atual equipe é o FC Daugava Riga. Defendeu sua Seleção no Campeonato Europeu de Futebol de 2004.